# Ex-Hacienda de Santa Ana
Ex-Hacienda de Santa Ana är en ort i Mexiko.   Den ligger i kommunen San Luis de la Paz och delstaten Guanajuato, i den centrala delen av landet, 240 km nordväst om huvudstaden Mexico City. Ex-Hacienda de Santa Ana ligger 2 006 meter över havet och antalet invånare är 402.
Terrängen runt Ex-Hacienda de Santa Ana är platt åt sydväst, men åt nordost är den kuperad. Runt Ex-Hacienda de Santa Ana är det ganska tätbefolkat, med 80 invånare per kvadratkilometer. Närmaste större samhälle är San Ignacio, 17,8 km norr om Ex-Hacienda de Santa Ana. Trakten runt Ex-Hacienda de Santa Ana består till största delen av jordbruksmark.